# 스토리지 자원 관리 시스템
스토리지 자원 관리 시스템은 스토리지 자원의 보고와 감시, 자동화 기능을 통해 IT 관리자들이 효율적으로 스토리지 자원을 관리하게 해주는 도구이다.